# По (департамент)
По (фр. Pô) — департамент Франции в 1802—1814 годах, с административным центром в Турине.
Департамент был образован 11 сентября 1802 под названием Эридан, и 20 числа того же месяца переименован в По. Вместе с пятью другими (Дора, Маренго, Сезия, Стура и Танаро), он был создан на территории Пьемонта, аннексированного Францией после ликвидации марионеточной Субальпинской республики.
Площадь департамента составляла 414 526 га, население — 399 237 человек (1812).
Состоял из трех округов:
- Округ Турин.
  - Кантоны: Венария Виу, Гассино, Казелле, Кариньяно, Карманьола, Казальборгоне, Корио, Кьер, Ланцо, Монкальери, Орбассано, Пойрино, Рива-прессо-Кьери, Риволи, Турин (6 кантонов), Черес и Чирие.
- Округ Пинероло:
  - Кантоны: Брикеразио, Валь-Бальзилья, Вигоне, Виллафранка, Кавур, Кумьяна, Ноне, Пероза, Пинероло, Торре-Пелличе и Фенестрелле.
- Округ Суза
  - Кантоны: Авильяна, Бардонеккья, Буссолено, Виллар-Альмезе, Суза, Джавено, Улькс и Чезана.

Департамент По был включен в 27-ю военную дивизию, 16-ю когорту Почетного легиона, 29-й лесной округ, диоцезы Турина и Салуццо, Туринское сенаторство и относился к Туринскому императорскому суду. Этот департамент избирал четырех депутатов в Законодательный корпус.

## Список префектов
- 26 августа 1802 — 1805 — граф Эркюль-Фердинанд Лавиль де Вилла-Стеллоне
- 4 мая 1805 — 15 января 1808 — Пьер Луазель
- 15 января 1808 — 15 февраля 1809 — Этьен-Венсан де Марньола
- 15 февраля 1809 — 1813 — граф Александр де Ламет